# Recueil de dix sortes d'antiquités
Le Recueil de dix sortes d'antiquités (集古十種, Shūko-Jisshu) est un livre de Matsudaira Sadanobu dont la publication s'étale de 1800 jusqu'au début de l'ère Bunka (1804 - 1818). Il s'agit d'un ensemble de 85 fascicules illustrés qui inventorient plus de 2 000 objets relevant du patrimoine du Japon. Certaines des illustrations sont signées par Haku'un (ja), ou par Tani Bunchō. Il est considéré comme une source de référence à son époque, et fait l'objet de plusieurs republications entre 1899 et 1913.

## Source